# Pavel Vašíček (kurátor)
Pavel Vašíček (* 17. ledna 1944, Kyjov – 5. února 2015, Praha) byl stavební inženýr, kurátor výstav, filantrop a od roku 2008 vedoucí obnovené galerie Topičův salon.

## Život
Pavel Vašíček se narodil v dnes zaniklé židovské čtvrti Kyjova, kde měl jeho otec Květoslav Vašíček na náměstí železářský obchod. Po komunistickém převratu roku 1948 byl obchod rodině konfiskován. Jeho starší bratr Zdeněk Vašíček vystudoval Filozofickou fakultu Univerzity Karlovy, v 70. letech byl vězněn, poté pracoval jako dělník a po podpisu Charty 77 byl roku 1981 přinucen k emigraci. Oba bratři se dobře znali a přátelili s jiným kyjovským rodákem, malířem a fotografem Miroslavem Tichým.
Pavel Vašíček byl původní profesí stavební inženýr. V Praze se podílel na rekonstrukci Malostranské besedy, Studia Paměť nebo Chodovské tvrze. Za normalizace byl v kontaktu s nezávislými občanskými iniciativami, jako Otevřený dialog Jaroslava Kořána, nebo Aktiv mladých výtvarníků kolem Galerie mladých U Řečických. Během rekonstrukce Vinohradské tržnice zorganizoval v jejích podzemních prostorách v březnu 1989 rozsáhlou neoficiální třítýdenní výstavu "Otevřený dialog - Minulost a budoucnost ve Vinohradské tržnici", která patřila k nejvýraznějším nezávislým kulturním (a tedy i společenským) událostem své doby. Tato výstava, která naoko doprovázela výstavku k výročí Vašíčkova zaměstnavatele, Pražského stavebního podniku, a výstavu architektů v přízemí budovy, byla povolena těsně před plánovanou vernisáží. Vystavovaly zde desítky výtvarníků a poprvé se představili někteří do té doby zakázaní autoři, jako Pavel Brázda a Věra Nováková.
Od počátku 90. let byl podnikatelem, spolupracovníkem Revolver Revue, pomáhal organizovat aukce uměleckých předmětů na Žofíně nebo působil jako porotce při volbách umělecké osobnosti roku. Pavel Vašíček byl inspirován Studiem Paměť v Truhlářské ulici, vedeném Sašou a Jiřím Vovsovými. Prostory Studia pomohl rekonstruovat a následně se podílel i na přípravě výstav, divadel, literárních čtení a dalších akcí. V květnu 1998 uspořádali ve Studiu Paměť bratři Pavel a Zdeněk Vašíčkovi výstavu objektů svého otce Květoše Vašíčka (1902–1995). Studio Paměť ukončilo svou činnost v roce 2008 po smrti Saši Vovsové a transformovalo se do dnešního Divadla na tahu, sídlícího v Soukenické ulici. Na pražské kulturní scéně ho do jisté míry nahradil obnovený Topičův salon.
Na konci roku 2007 Pavel Vašíček prováděl rekonstrukci Topičova salonu a byl spoluzakladatelem neziskové Společnosti Topičova salonu, která obnovila výstavní program v této slavné a nejdéle působící soukromé galerii v Praze. Až do své smrti roku 2015 byl jednatelem společnosti a kurátorem některých výstav. Topičův salon byl znovuotevřen po 52 letech dne 18. února 2008 výstavou Jiřího Koláře a za dobu, kdy byl Pavel Vašíček jeho vedoucím, zde proběhlo 43 výstav a vyšly tři publikace mapující historii Topičova salonu. Roku 2012 byly adaptovány místnosti sousedící s Národní třídou a jako další výstavní prostor byl otevřen Topičův klub. V roce 2014 byl Pavel Vašíček spolu s Pavlem Štemberou kurátorem výstavy ke 120 letům existence Topičova salonu.
Pavel Vašíček žil sám a své vlastní pohodlí obětoval službě společnosti. Zemřel náhle, několik týdnů po svých 71. narozeninách.

## Publikace a články
- Pavel Vašíček (ed.), Z přirozené potřeby kritického ducha. Reflexe života a díla Zdeňka Vašíčka, nakl. Triáda Praha 2016
- Pavel Vašíček, 120 let Topičova salonu 1894-2014, 32 s., Spol. Topičova salonu, Art Consulting Praha 2014
- Pavel Vašíček, Topičův salon, Ateliér, čtrnáctideník současného výtvarného umění, 21,16 - 17,2008/08/28,11
- Pavel Vašíček, Soukromá věc (Miroslav Tichý: 20. 11. 1926 - 12. 4. 2011), Art + Antiques, 12 + 1,2011/12/12, s. 60-62
- Pavel Vašíček, První Topičův salon, Art + Antiques, 12 + 1, 2014/2015, s. 64-66